# Najibabad
Najibabad là một thành phố và là nơi đặt ban đô thị (municipal board) của quận Bijnor thuộc bang Uttar Pradesh, Ấn Độ.

## Địa lý
Najibabad có vị trí 29°38′B 78°20′Đ / 29,63°B 78,33°Đ Nó có độ cao trung bình là 245 mét (803 foot).

## Nhân khẩu
Theo điều tra dân số năm 2001 của Ấn Độ, Najibabad có dân số 79.087 người. Phái nam chiếm 53% tổng số dân và phái nữ chiếm 47%. Najibabad có tỷ lệ 54% biết đọc biết viết, thấp hơn tỷ lệ trung bình toàn quốc là 59,5%: tỷ lệ cho phái nam là 58%, và tỷ lệ cho phái nữ là 49%. Tại Najibabad, 16% dân số nhỏ hơn 6 tuổi.